# フランクフルト・ムゼウム管弦楽団
フランクフルト・ムゼウム管弦楽団(Frankfurter Opern- und Museumsorchester)は、ドイツ・ヘッセン州フランクフルト・アム・マイン市にあるフランクフルト歌劇場(Oper Frankfurt)専属のオーケストラである。
フランクフルト歌劇場管弦楽団、ミュージアム或いは博物館管弦楽団等と記されることもある。

## 沿革
前身は、1792年に発足した劇場専属の楽団。
1808年、「ムゼウム」が発足、以来主催演奏会を担う。
初期のカペルマイスターにルイ・シュポーア、音楽総監督をクレメンス・クラウス、ゲオルク・ショルティ、ロヴロ・フォン・マタチッチ、クリストフ・フォン・ドホナーニ、ミヒャエル・ギーレン（歌劇場支配人も兼務）、ガリー・ベルティーニ、シルヴァン・カンブルラン、パオロ・カリニャーニらが務めた。また、パウル・ヒンデミットが1915年から1923年までコンサートマスターを務めていた。2023年よりセバスティアン・ヴァイグレの後継者としてトーマス・グガイスが音楽総監督に就任。
主なレコーディングは、ショルティ指揮でブラームスの「ドイツ・レクイエム」や、ギーレン指揮でマーラーの交響曲第8番など。フランクフルト歌劇場として、モーツァルト、「後宮からの誘拐｣、アリベルト・ライマンのリア王などがある。

## 「ムゼウム」
「ムゼウム(Museum)」とは、1808年3月11日創立の、フランクフルト市民による芸術振興団体の名称であり、ムゼウムという言葉の元来の意味であるギリシャ神話の「ムーサ（ミューズ：芸術や学問をつかさどる9人の女神たち）の殿堂」を起源とした固有名詞である。いわゆる「博物館」がこのオーケストラと直接関係がないため、日本語での「ミュージアム」や「博物館」の入ったオーケストラ名は、訳として適さない。また、起源は正に同じ「ムーサ」である「博物館」は、当時まだその概念として存在していなかった。
1861年以降、活動の分野を音楽に限定、社団法人フランクフルト・ムゼウム協会（Frankfurter Museumsgesellschaft）となり、コンサート主催者として現在も活動している。
ムゼウム（管弦楽団）演奏会(Museumskonzert)は、1808年以来継続して今もなお行われており、これまでにカール・オルフ「カルミナ・ブラーナ」や、リヒャルト・シュトラウス自身の指揮による交響詩「ツァラトゥストラはこう語った」「英雄の生涯」などの初演も多く行った。指揮者としてグスタフ・マーラーやヴィルヘルム・フルトヴェングラーなどを迎えたほか、ヨハネス・ブラームスとクララ・シューマンがソリストとして出演したこともある。